# Annona diversifolia
Annona diversifolia o ilama és un fruit tropical d'un arbre propi de l'Amèrica central, el nom comú deriva del nàhuatl ilamatzapotl. Aquest fruit es pot menjar amb una cullera i sovint s'hi afegeix sucre o llima i llimona. El fruit pot ser ovular, en forma de cor o en forma de pinya; fa uns 15 cm de llarg i pot pesar fins a 900 grams. N'hi ha dues menes, verda i rosada. L'arbre fa uns 7 m d'alçada, les flors són solitàries i llargues. Els fruits es cullen a Mèxic a finals de juny i a Guatemala des de juliol a setembre. A Florida des de juliol a desembre. Francisco Hernandez, cap a 1570, va ser el primer occidental a fer menció del fruit ilama.